# ISO 3166-2:TM
ISO 3166-2:TMはISOの3166-2規格のうち、TMで始まるものである。トルクメニスタンの行政区分コードを意味する。トルクメニスタンはISO 3166-1(ISO 3166-1 alpha-2)で、TMを国コードとして割り振られている。

## コード
| コード | 地名         | トルクメン語表記 |
| ------ | ------------ | ---------------- |
| TM-A   | アハル州     | Ahal             |
| TM-S   | アシガバート | Aşgabat          |
| TM-B   | バルカン州   | Balkan           |
| TM-D   | ダショグズ州 | Daşoguz          |
| TM-L   | レバプ州     | Lebap            |
| TM-M   | マル州       | Mary             |